# Rhynchoribates spathulatus
Rhynchoribates spathulatus är en kvalsterart som beskrevs av Balogh och Sandór Mahunka 1969. Rhynchoribates spathulatus ingår i släktet Rhynchoribates och familjen Rhynchoribatidae. Inga underarter finns listade i Catalogue of Life.